# Ōban

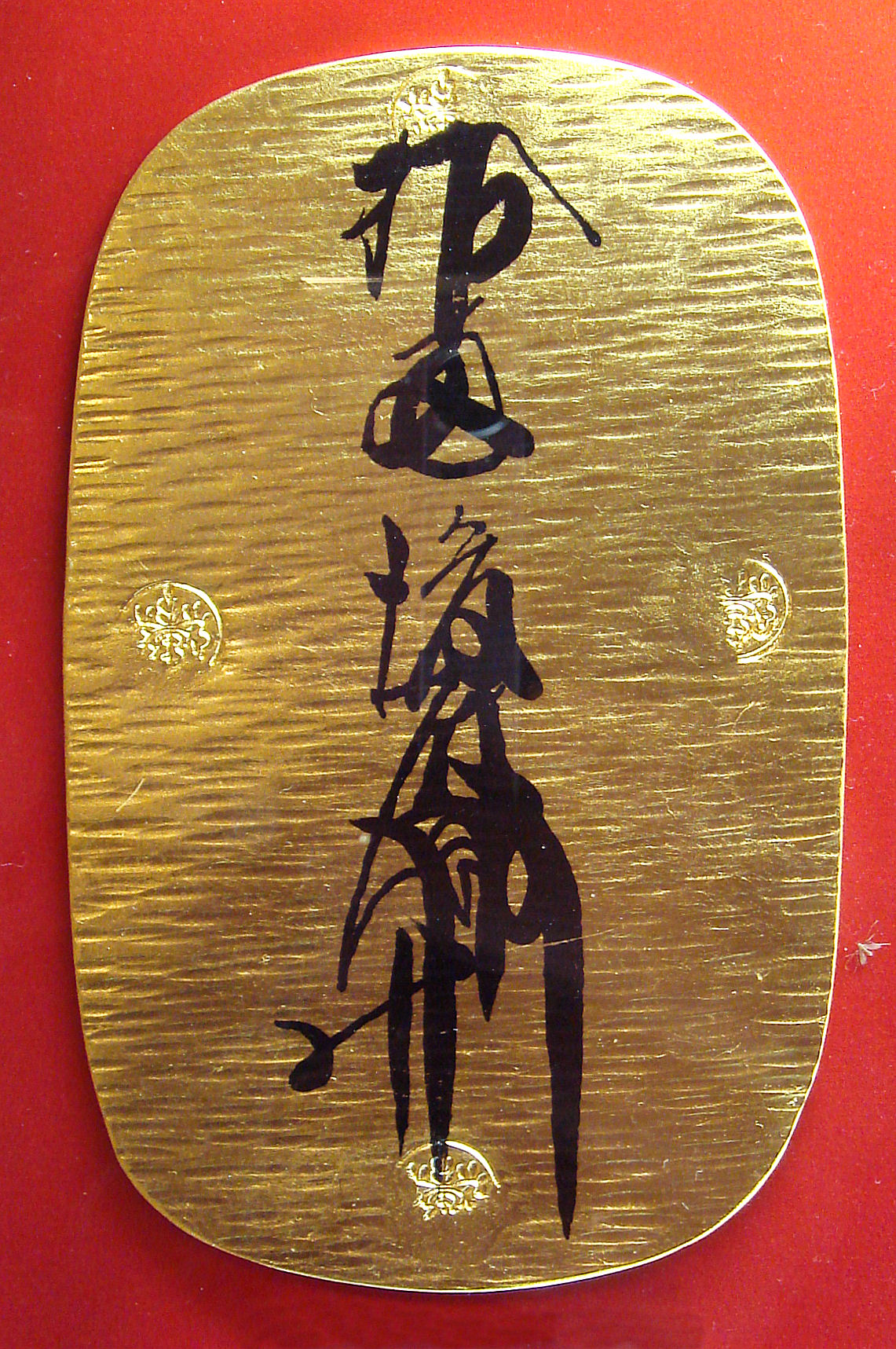

Ōban är ett japansk mynt av guld och silver, utgivet 1573-1860.
Guldōban vägde 165 gram och motsvarade 10 ryō, hade avlång rundad form och var försedda med stämplar och inskrifter i bläck.